# Jaime Faria
Jaime Faria (Lisboa, Portugal; 6 de agosto de 2003) es un tenista portugués. Representa a Portugal en Copa Davis.

## Primeros años
Hijo de un profesor de Historia del arte y curador. Pasó parte de su infancia en museos e incursionó tempranamente en el arte durante su infancia.
Faria entrena en el Centro de Alto Rendimiento do Jamor en Lisboa, Portugal.

## Carrera
Su mejor ranking en individuales fue el 116° lugar, logrado el 4 de noviembre de 2024, mientras que en dobles su mejor ubicación fue el puesto 192°, logrado el 6 de mayo de 2024.

### 2024: Debut ATP, primeros títulos Challenger y top 120°
Entre febrero y marzo, Faria ganó cuatro torneos consecutivos en el circuito ITF: el Vale do Lobo Open en Portugal, el Vila Real de Santo António, el Faro Open y el Quinta do Lago.
También este año marcó su debut en el circuito de la ATP, llegando al cuadro principal del Torneo de Estoril, viniendo desde la fase clasificatoria.
En mayo logró su primer título a nivel Challenger, Oeiras II. Con esto alcanzó el top 200, en el 183° lugar. Su segundo título en la categoría llegó en el Challenger de Curitiba, tras lo cual, Faria alcanzó el top 120 del ranking, el 28 de octubre de 2024.

### 2025
El 13 de enero de 2025, Faria ganó su primer partido en un cuadro principal de un Grand Slam por la primera ronda del Abierto de Australia 2025, al imponerse en tres sets ante Pável Kotov (97°) por 6-1, 6-1 y 7-5.

## Copa Davis
Ha sido nominado 1 vez al Equipo de Copa Davis de Portugal, con 3  partidos jugados, con 3 derrotas (2 en individuales y 1 en dobles).
- Debut: septiembre de 2024, ante Noruega por el Grupo Mundial, derrota ante Nicolai Budkov Kjaer por 4-6, 6-3 y 7-6.

## Títulos ATP Chalengers (2+2)

### Individuales (2)
| N.° | Fecha                 | Torneo    | Superficie | Oponente en la final  | Resultado          |
| --- | --------------------- | --------- | ---------- | --------------------- | ------------------ |
| 1.  | 18 de mayo de 2024    | Oeiras II | Arcilla    | Elias Ymer            | 3-6, 7-6(7-3), 6-4 |
| 2.  | 27 de octubre de 2024 | Curitiba  | Arcilla    | Felipe Meligeni Alves | 6-4, 6-4           |

#### Finalista (1)
| N.° | Fecha                 | Torneo   | Superficie | Oponente en la final | Resultado |
| --- | --------------------- | -------- | ---------- | -------------------- | --------- |
| 1.  | 13 de octubre de 2024 | Valencia | Dura       | Pedro Martínez       | 1-6, 3-6  |

### Dobles (2)
| No. | Fecha                   | Torneo  | Superficie    | Compañero      | Rival en la final               | Resultado     |
| --- | ----------------------- | ------- | ------------- | -------------- | ------------------------------- | ------------- |
| 1.  | 27 de abril de 2024     | Ostrava | Tierra batida | Henrique Rocha | Jakob Schnaitter Mark Wallner   | 7-5, 6-3      |
| 2.  | 7 de septiembre de 2024 | Cassis  | Dura          | Henrique Rocha | Manuel Guinard Matteo Martineau | 7-6(7-5), 6-4 |

#### Finalista (2)
| No. | Fecha           | Torneo    | Superficie    | Compañero      | Rival en la final             | Resultado             |
| --- | --------------- | --------- | ------------- | -------------- | ----------------------------- | --------------------- |
| 1.  | mayo de 2023    | Oeiras II | Tierra batida | Henrique Rocha | Luke Johnson Sem Verbeek      | 7-6(8-6), 5-7, [6-10] |
| 2.  | octubre de 2023 | Lisboa    | Tierra batida | Henrique Rocha | Karol Drzewiecki Zdeněk Kolář | 3-6, 6-7(5-7)         |